# 雷門音助
雷門 音助（かみなりもん おとすけ）は、落語家の名跡。
- 雷門音助 - 後∶四代目三遊亭圓遊
- 雷門音助 - 本項にて記述。

雷門 音助（かみなりもん おとすけ、1987年11月30日 - ）は、落語芸術協会に所属する落語家。本名∶秋山 直輝。

## 経歴
2010年、龍谷大学経営学部卒業。卒業後は静岡県内の信用金庫に勤務。
2011年10月、九代目雷門助六に入門し音助を名乗る。2012年1月下席に楽屋入りし、2月下席の浅草演芸ホールにて初高座。演目は「たらちね」。
2016年2月中席より二ツ目昇進。
2026年5月、春風亭昇吾、桂竹千代、昔昔亭喜太郎とともに真打昇進し、三代目雷門五郎を襲名予定。

## 芸歴
- 2011年10月 - 九代目雷門助六に入門、「音助」を名乗る。
- 2016年2月 - 二ツ目昇進。

## 人物
好きな食べ物は、蕎麦とすあま。

## 受賞歴
- 2023年9月 第34回北とぴあ若手落語家競演会 大賞[4][5][6]
- 2025年3月 令和6年度花形演芸大賞 銀賞[7]

## 出演

### TVCM
- 静岡県信用金庫協会 『マネロン落語』(2024年）[8]